# Айкидо
Айкидо́ (яп. 合気道 айкидо:) — современный японский комплекс физических и духовных практик, созданный Морихэем Уэсибой как синтез его исследований боевых искусств, философии и религиозных убеждений. Чаще всего айкидо переводят как «путь слияния (с) жизненной энергией» или «путь гармонизации духа». Целью Уэсибы было создание такого искусства, практики которого смогли бы защитить от травм не только себя, но и нападающего.
Техники айкидо основаны на уклонении от ударов противника, выведении его из равновесия и использовании его энергии для выполнения броска или удержания. При этом атакующий айкидока содействует обороняющемуся в проведении приёмов, осуществляя движения с достаточной плавностью, а в случае выполнения бросков содействует партнёру для того, чтобы бросок был осуществлён технично и нетравматично.
Своё начало айкидо берёт в Дайто-рю Айкидзюцу, но начинает расходиться с ним уже в конце 1920-х, отчасти из-за влияния учения Оомото на Уэсибу. В записях его первых учеников регулярно используется термин айки-дзюдзюцу.
Старшие ученики Уэсибы используют разные подходы к практике айкидо, в немалой степени зависящие от их времени обучения у него. Сегодня айкидо встречается во всём мире в виде нескольких стилей с широким диапазоном толкования техник и смещением акцента к разным его областям. Однако все они объединены принципами, сформулированными ещё Уэсибой и включающими заботу о нападающем и уделение основного внимания духовному, а не физическому развитию.

## Этимология

«Айкидо» записано со старым иероглифом «ки»

Название состоит из трёх иероглифов, имеющих следующее значение:
- Ай (яп. 合) — 1. «гармония»[7]; 2. «совпадать, соединяться, согласовываться»; 3. «быть правильным»; 4. «быть выгодным»; 5. «подходить для чего-либо».
- Ки (яп. 気) — «энергия духа, жизненная энергия, дыхание, движение пара, сила»;
- До (яп. 道) — «дорога, путь, способ».

«Айки» означает «соединиться с силой; стать одним целым с силой универсальной энергии; стать одним целым с энергией жизненной силы». Совместно все три иероглифа примерно означают «путь к гармонии духа». Морихэй Уэсиба говорил о названии следующее:

Ввиду того, что слова «гармония» и «любовь» (иероглиф «ай») по-японски пишутся по-разному, а звучат одинаково, я решил назвать свой вид уникального будо — айкидо, хотя само слово «айки» известно с древних времен. Однако смысл, который вкладывали бойцы будо в это слово раньше, принципиально отличается от моего.
Борцы айкидо называются напрямую заимствованным из японского языка словом айкидока, а также образованным уже по законам русского языка словом айкидоист.

## История

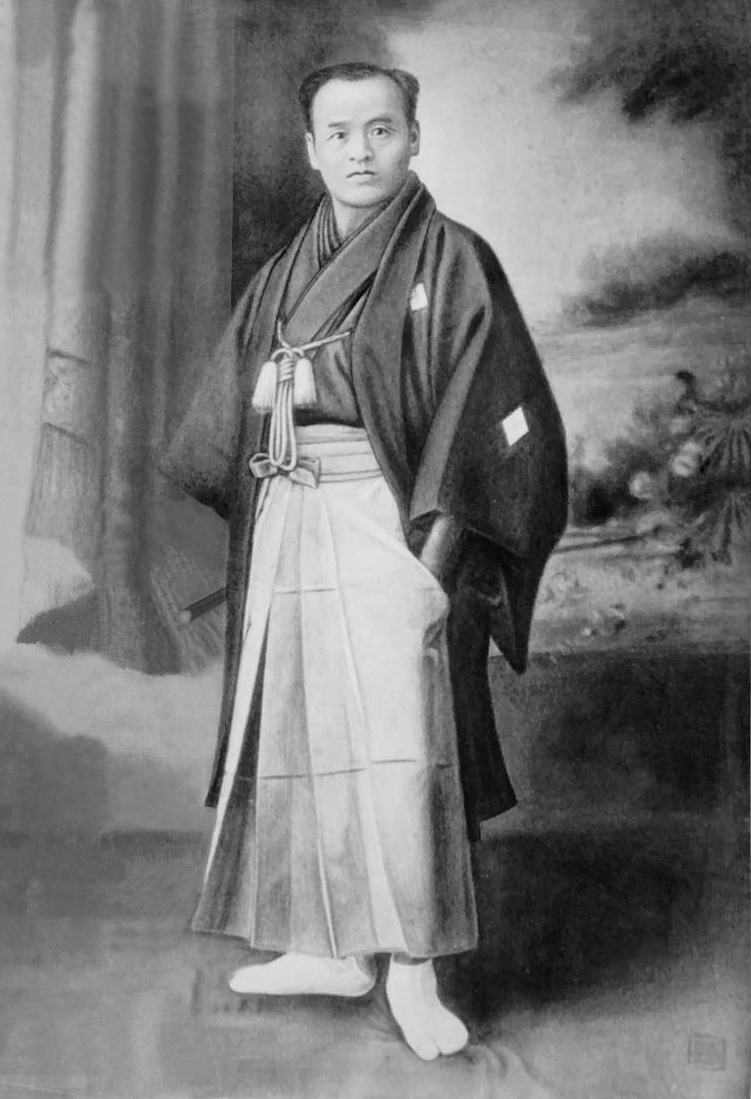
Такэда Сокаку, 1888

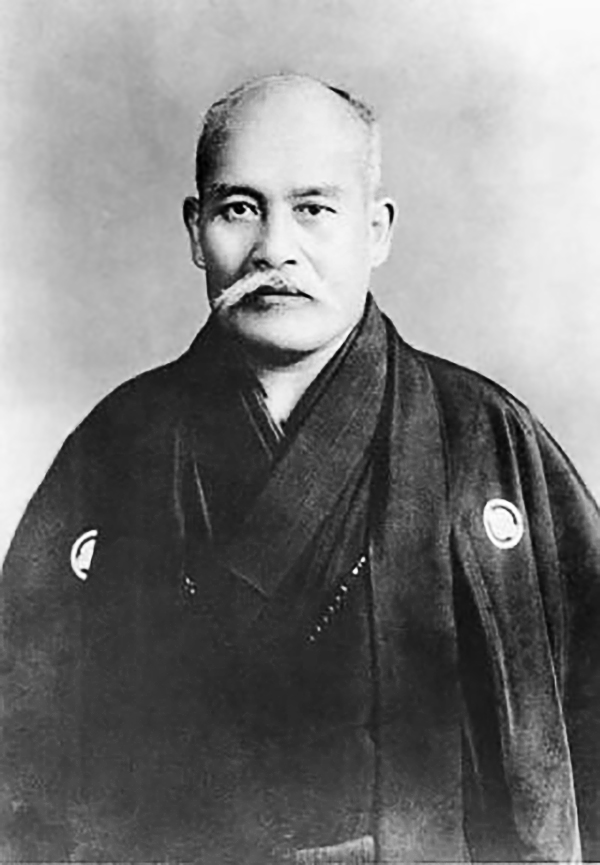
Уэсиба, Токио, 1939

Ключевым моментом зарождения айкидо можно назвать 1920 год, а местом — город Аябе. 1920 год был для Уэсибы очень драматичным, умер его отец и двое маленьких сыновей. Убитый горем, он искал утешение в религиозном учении Оомото-кё, впоследствии оказавшем определяющее влияние на философию айкидо. Утешением для него был и первый додзё: в своём доме Уэсиба постелил 18 циновок (татами) и начал обучать последователей учения Оомото-кё. Площадь помещений измеряется в татами и таким образом первая школа Уэсибы имела площадь чуть менее 30 квадратных метров. Эта цифра приводится просто в дань истории айкидо, так как учебные места в додзё в разные эпохи бывали и крупнее и меньше, и даже не обязательно в зданиях.
Морихэй Уэсиба набирался опыта, расширялась и углублялась программа Академии Уэсибы. Слава о нём как о мастере боевых искусств быстро распространялась. Количество его учеников росло.
В 1922 году Уэсибе удалось убедить своего учителя Сокаку Такэда, у которого он изучал Дайто-рю Айки-дзюдзюцу на протяжении 5 лет (1915—1919), переехать в Аябэ, родину основательницы Оомото — Нао Дэгути. Сокаку Такэда часто разъезжал по Японии и тренировал своих учеников нерегулярно, что не помешало Морихэю Уэсибе стать одним из его лучших учеников. После 6 месяцев тренировок в Аябэ Такэда даёт Уэсибе инструкторский сертификат, а сам уезжает.
Постепенно отказываясь от методов тренировок Дайто-рю и Ягю-рю, в 1922 г. Уэсиба создаёт своё собственное будо и называет его Айки-будзюцу (Айкидо).

## Философия айкидо

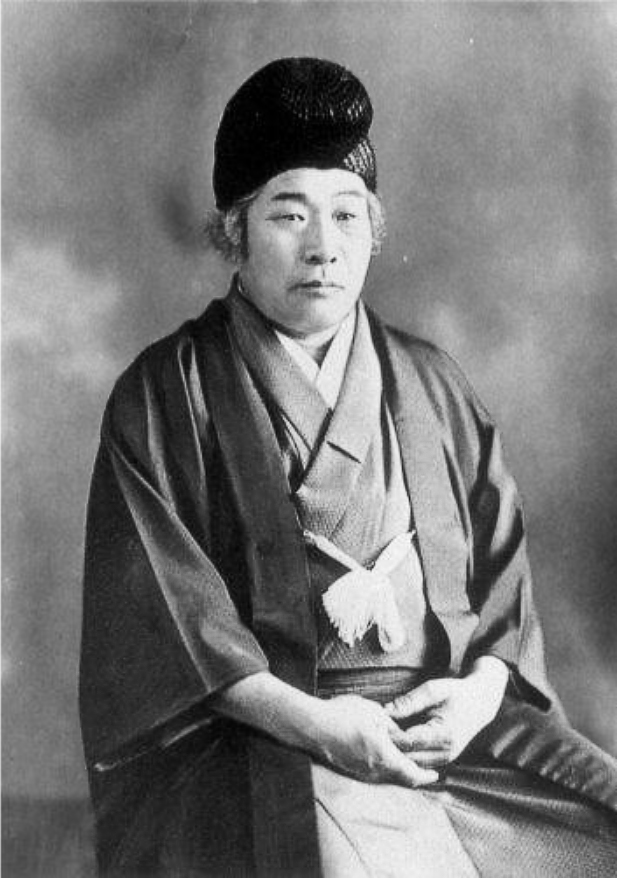
Онисабуро Дэгути, 1940

Айкидо не является исключительно боевой системой.
Основатель айкидо Морихэй Уэсиба изучал несколько направлений традиционного дзю-дзюцу, кэн-дзюцу, а также искусство каллиграфии. На основе полученных знаний он сформировал свою систему — айкидо — в противовес традиционному бу-дзюцу (искусству убивать). Айкидо — будо (путь прекращения убийства), учит техникам бу-дзюцу не с целью убийства или одержания победы силой, а с целью остановить насилие, сделать человека сильным, помогать другим, объединить всех людей на основе любви.
Огромное влияние на айкидо оказало религиозное течение Оомото-кё и синтоистские учения. Морихэй лично был знаком с сооснователем религии Оомото — Онисабуро Дэгути. Они вместе отправлялись в духовную миссию в Монголию в 20-х годах XX века, где их чуть не расстреляли китайские военные.
Морихэй Уэсиба построил свою философию айкидо на принципах гармонии. Он долгое время, изучая разные стили боевых искусств, искал путь к гармонии. Но ни одно из них не было гармоничным, поскольку в основу победы была положена схватка, что приводило к травме противника. Уэсиба-сан создал искусство, где агрессия противника подавляется его же агрессией. То есть в обычном боевом искусстве: нападение — агрессия, защита — ответ на агрессию агрессией, что приводит к дисгармонии. В айкидо агрессия нивелируется. Мастер айкидо во время нападения использует силу противника против него самого, сам же остаётся в духовном равновесии. То есть: нападение — агрессия, которая ведёт к дисгармонии; защита — уход или бросок, который использует агрессию нападающего. В результате: внутренняя гармония не нарушена, противник побеждён, всеобщая гармония восстановлена. Используя приёмы, не наносящие вреда противнику, мастер заставляет нападавшего отказаться от своей затеи.

## Оружие в айкидо
Работа с оружием — вспомогательный раздел айкидо, необходимый для отработки культуры передвижений и работы рук, так как все техники без оружия основаны на правильном подъёме/опускании рук (удар Сёмэн Ути, Сёмэн Кирикоми) и удержании центральной линии по отношению к партнёру. Также парные упражнения служат изучению своевременности (авасэ).
Разные школы айкидо используют в обучении следующие типы оружия:

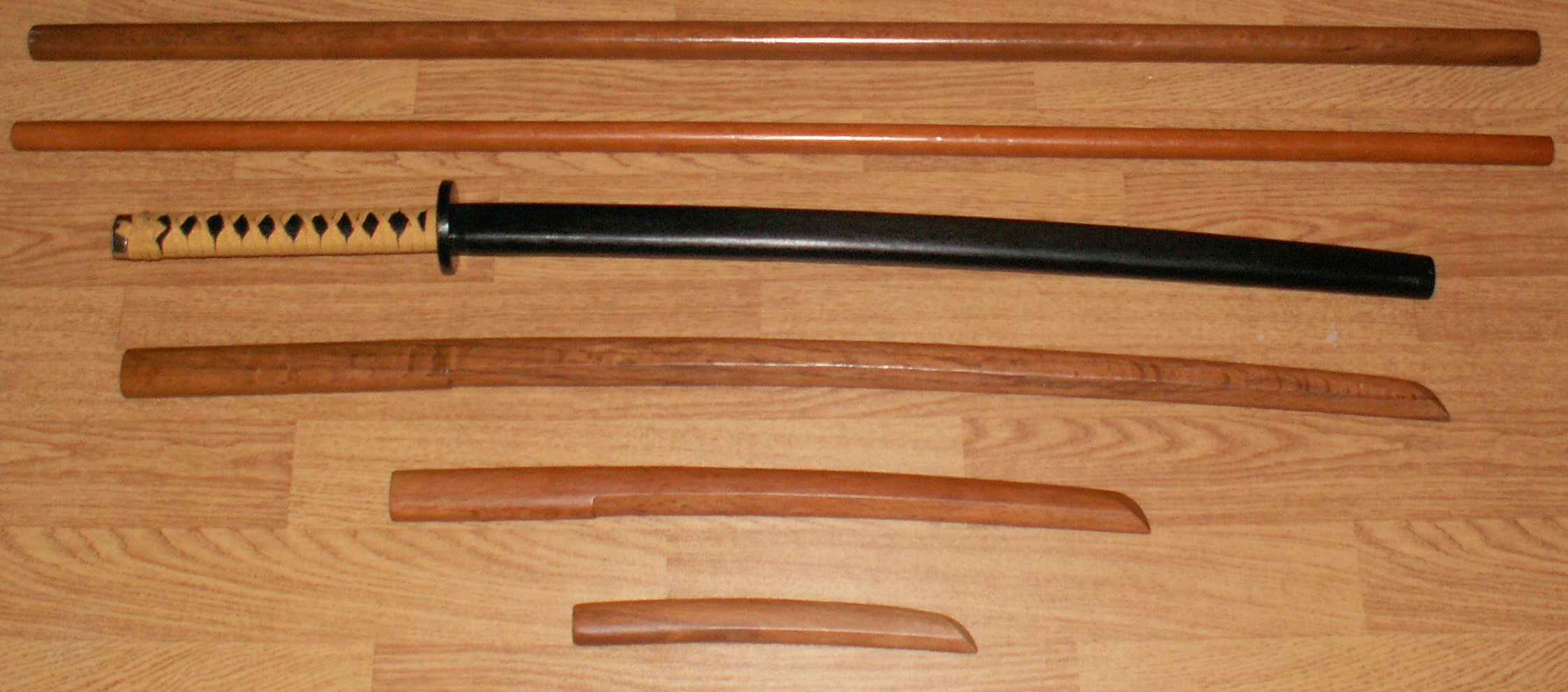

- Боккэн — деревянный меч для тренировок.
- Танто — деревянный нож длиной до 30 см.
- Дзё — деревянный шест, обычно длиной примерно 128 см (зависит от конкретного человека) и 24—26 мм диаметром.
- Бо — более длинный вариант дзё, используется довольно редко.
- Вакидзаси — короткий стальной самурайский клинок.
- Нагината — аналог глефы, используется довольно редко.

«Характеристики оружия не настолько точны, как в классических школах. Каждый выберет [себе оружие] в зависимости от физического состояния, хвата и равновесия» — цитата по книге Н. Тамуры.[уточнить]

## Система рангов в айкидо
| ранг | пояс | цвет   | группа             |
| ---- | ---- | ------ | ------------------ |
| кю   |      | белый  | муданся / юкуданся |
| дан  |      | чёрный | юданся             |

Система рангов в айкидо, как и в других японских боевых искусствах, состоит из ученических (кю) и мастерских (дан) степеней. Ученических степеней изначально 5 (с 5 по 1 кю), но в детских группах может быть до 10 ученических степеней (с 10 по 1 кю). Кроме того, количество ученических степеней в различных направлениях айкидо также может варьироваться. Для получения очередной ученической степени, айкидока должен посещать тренировки в течение 2—6 месяцев, освоить техники на желаемый кю и сдать экзамен, показав хороший уровень владения техниками. Обычно экзамены проводятся два раза в год.
Через год после получения высшей ученической степени (1 кю), айкидока имеет право сдать экзамен на 1 дан, но иногда айкидока может получить его через 3 месяца или 6. Всего количество данов в айкидо — 10. Высшие степени — 9 и 10 даны — присуждались только ученикам самого Морихэя Уэсибы.

## Организации айкидо

### Айкидо Айкикай

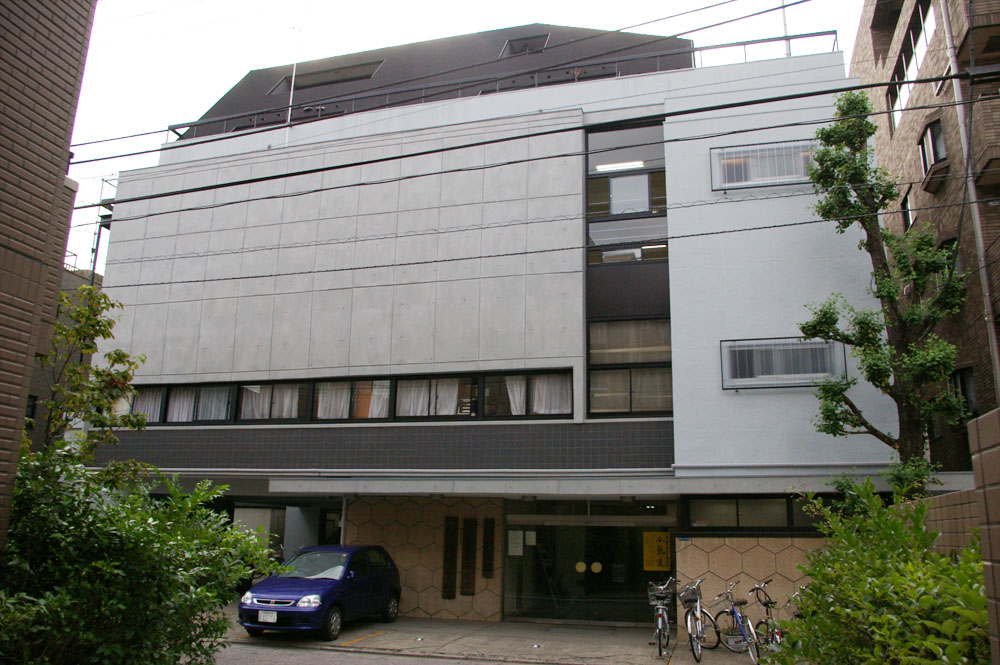
Хомбу додзё, Япония

Фонд Айкикай — организация по изучению и популяризации айкидо, созданная непосредственно Киссёмару Уэсибой и официально признанная правительством Японии в 1940 году.
В настоящее время во всём мире насчитывается десятки федераций, в которых стиль айкидо существенно отличается. Поскольку Фонд Айкикай организовал непосредственно сам Уэсиба, который до своей смерти и возглавлял его, то Айкидо Айкикай считается официальным наследником этого боевого искусства и максимально приближен именно к тому айкидо, которое Уэсиба преподавал в свои последние годы.
Основа Айкикай — Всемирная штаб-квартира (хомбу) айкидо в Токио, главная организация, занимающаяся популяризацией и развитием айкидо во всём мире. Инструкторы Хомбу додзё направляются в страны Северной и Южной Америки, Европы, Африки и Азии. Независимо от расовой и национальной принадлежности, во всём мире занимается более 1,2 млн человек из 80 стран.

### Другие стили
Основатель айкидо говорил: «Сколько людей, — столько и айкидо». Уэсиба преподавал в течение более чем 40 лет, и за это время айкидо эволюционировало от крайне жёсткого Дайто-рю Айки-дзюдзюцу до «ненасильственно-мягкого» Айкидо Айкикай. Эффективная в реальной схватке разновидность джиу-джитсу со временем превратилась в философско-эзотерическое учение об установлении равновесия во Вселенной с элементами боевого искусства. На протяжении нескольких десятков лет понимание айкидо самим О-Сэнсэем существенно переосмысливалось. На разных этапах жизни Уэсибы его ученики сами открывали собственные школы и преподавали то айкидо, в каком виде они переняли его от своего учителя.
Кроме того, после смерти Морихэя Уэсибы были созданы школы айкидо мастерами, обучавшимися не у него непосредственно, а у его учеников. Философские концепции, заложенные в духовную основу айкидо, были по-разному истолкованы сэнсэями различных стран (а то и вовсе отброшены), что не могло не отразиться на их стиле преподавания. На создание новых стилей также повлиял тот факт, что многие мастера занимались другими боевыми искусствами (например дзюдо, карате) и неоднократно предпринимали попытки интегрировать приёмы из других будо, после чего заявляли о создании нового стиля.
Как следствие — на данный момент в мире насчитывается более 30 самостоятельных направлений, некоторые из которых:
- Айкикай
- Ёсинкан
- Ки-Айкидо
- Ивама-рю
- Томики-рю
- Кобукан
- Стрит-Айкидо

## Критика
Больше всего айкидо критикуют из-за недостатка реализма в обучении. Атаку, инициированную укэ (и от которой тори должен защищаться), оценивают как «слабую», «небрежную», «карикатуру на атаку».
Слабые атаки укэ позволяют тори реагировать на них условно, что приводит к недоразвитию навыков, необходимых для безопасной и эффективной практики обоих партнёров. Чтобы подобного не происходило, в некоторых школах студентам позволяют быть менее податливыми, однако — в соответствии с основными принципами боевого искусства — это наступает не раньше, чем те смогут продемонстрировать умение защитить от травм себя и своих товарищей по обучению. Сёдокан Айкидо находит выход из ситуации путём практики в соревновательном формате. Такие адаптации служат предметом дебатов между сторонниками разных стилей, при этом некоторые из них не видят причин для изменения методов тренировки, потому что либо считают критику необоснованной, либо основной целью занятий ставят не получение боевых навыков и навыков самообороны, а духовное и физическое самосовершенствование или другие причины.
Часть критики относится к смещению акцентов в обучении после окончания уединения основателя в Ивама Додзё, длившегося с 1942 года по середину 1950-х годов; впоследствии он всё больше подчёркивал духовные и философские аспекты айкидо. В результате удары по жизненно важным точкам, вхождения-ирими и участие в инициации техник защищающегося-тори, использование оружия и различия между методами омотэ и ура («передняя и задняя сторона») были смягчены либо исключены из практики. Некоторые практикующие айкидо считают, что отсутствие подготовки в этих областях приводит к полной потере эффективности.
С другой стороны, ряд направлений айкидо критикуют за недостаток внимания к духовным практикам, важность которых подчёркивал Уэсиба. Согласно Минору Сибате из веб-издания Aikido Journal, «айкидо О-сенсея не было продолжением и развитием старого (корю) и имеет отчётливый разрыв с прошлыми военными и философскими концепциями» . Вот почему айкидоки, уделяющие много внимания «корням» айкидо — дзюдзюцу и кэндзюцу — всё дальше отходят от того, чему учил Уэсиба. Такие критики призывают практикующих принять утверждение о том, что «выходящие за пределы доступного, познания [Уэсибы] в духовной и физической реальности были основополагающим элементом парадигмы, которую он демонстрировал».